# Кулькісон
Кулькісон (рос. Кулькисон) — улус Кіжингинського району, Бурятії Росії. Входить до складу Сільського поселення Чесанський сомон.
Населення — 82 особи (2015 рік).